# 하타나카 유키
하타나카 유키(일본어: 畠中 佑樹, 1993년 10월 26일 ~ )는 일본의 전 축구 선수이다.

## 구단 경력
그는 2016년부터 2017년까지 J리그의 블라우블리츠 아키타, 후지에다 MYFC에서 활동하였다.